# Societat Agrícola de Barberà
La Societat Agrícola de Barberà fou una associació camperola, fundada l'any 1894 sota el nom de Sociedad de Trabajadores Agrícolas del Pueblo de Barbará, que, entre altres fites de caràcter sociocultural, va construir un local social, "la Casa", (1896-97) i el primer celler cooperatiu de Catalunya (1899-1902).

## Història
L'eufòria viscuda pel camp català, entre 1865 i 1880, coneguda amb el nom de febre d'or, motivada per la plaga fil·lo-xèrica que envaí el camp francès, s'acabà sobtadament l'any 1879 en arribar el flagell a Catalunya. Les conseqüències de la fil·loxera foren nefastes per a Catalunya. L'any 1892, França, que estava en vies de recuperació de les seves vinyes, cancel·là el tractat d'exportació de vi, que fins aleshores havia beneficiat els països del sud. Catalunya hauria d'afrontar, doncs, la pròpia replantació, una empresa impossible d'assumir pel pagès humil, que, simultàniament sofria la pressió dels propietaris que li exigien renovar els contractes de conreu (emfitèutics o de rabassa morta) sota amenaça de desnonar-lo. Per acabar-ho d'adobar, el govern de Madrid "ajudava" el pagès negant-se a treure-li l'impost de consums que gravava el vi, aquell vi que havia deixat de produir. I tot això s'esdevenia en mig de la crisi finisecular d'un Estat que acabava de perdre Cuba i Filipines, les darreres colònies.

### Fundació
Els pagesos, empobrits i desesperats cercaren la possibilitat d'unir-se per lluitar i fer front col·lectivament a tanta adversitat. Amb aquesta meta, aprofitaren la possibilitat que els oferia la llei d'associacions de 1887 i s'uniren en societat. Foren les anomenades Societats Agrícoles formades per petits propietaris, parcers i jornalers, adscrites a la Federació d'Obrers Agrícoles de la Regió Espanyola (FOA), conegudes popularment amb el nom d'Unió de Rabassaires. Com molts altres pobles, Barberà fundà la seva Societat Agrícola. El 8 de març de 1894, un grup de pagesos barberencs, encapçalats per Victorià Figuerola, Josep Canaleta i Ramon Contijoch, entre d'altres, constituïren la Sociedad de Trabajadores Agrícolas del pueblo de Barbará, que començà per reclamar als propietaris millores salarials i contractes de conreu més justos, al temps que iniciava l'elaboració de vi en comú en cups de lloguercar defugien seguir portant la verema als cellers dels propietaris, de qui no podien esperar altra cosa que abusos

Imatges sobre la fundació de la Societat Agrícola de Barberà
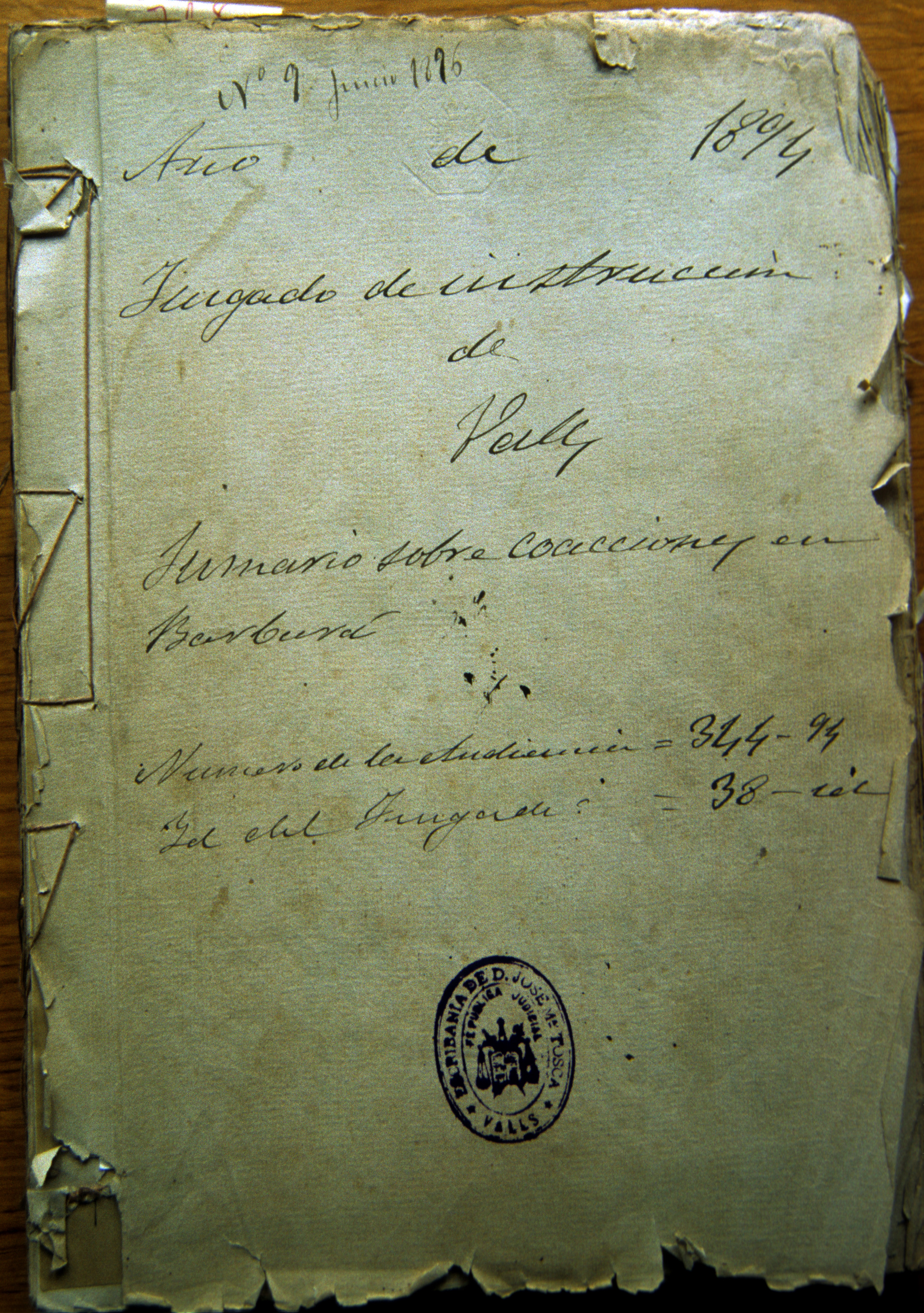
Societat Agrícola de Barberà, 1894. Sumari del Jutjat de Valls de la causa contra la manifestació de dones de Barberà.
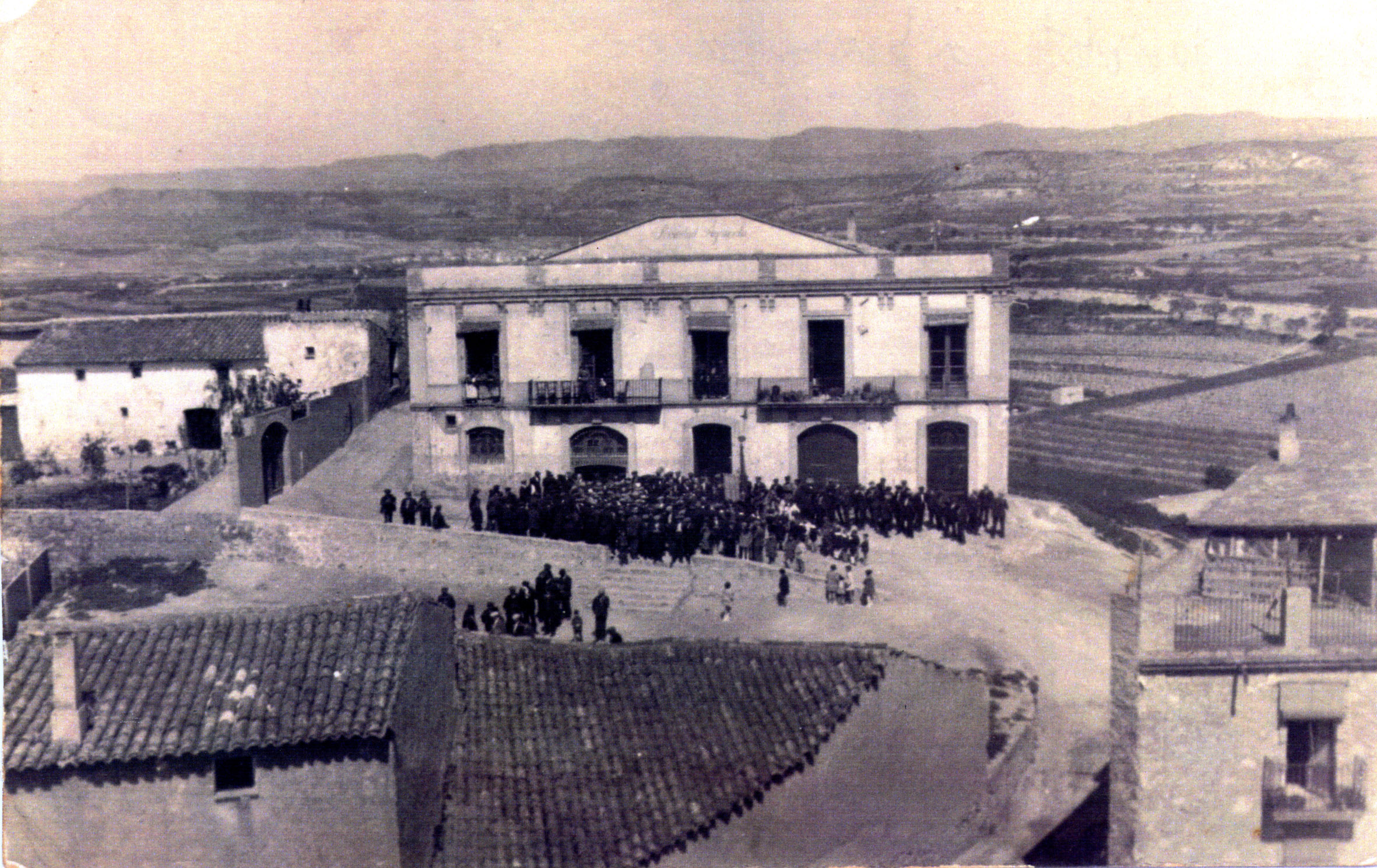
Manifestació del Primer de Maig, davant del local social, "la Casa". Anys 20 segle xx.
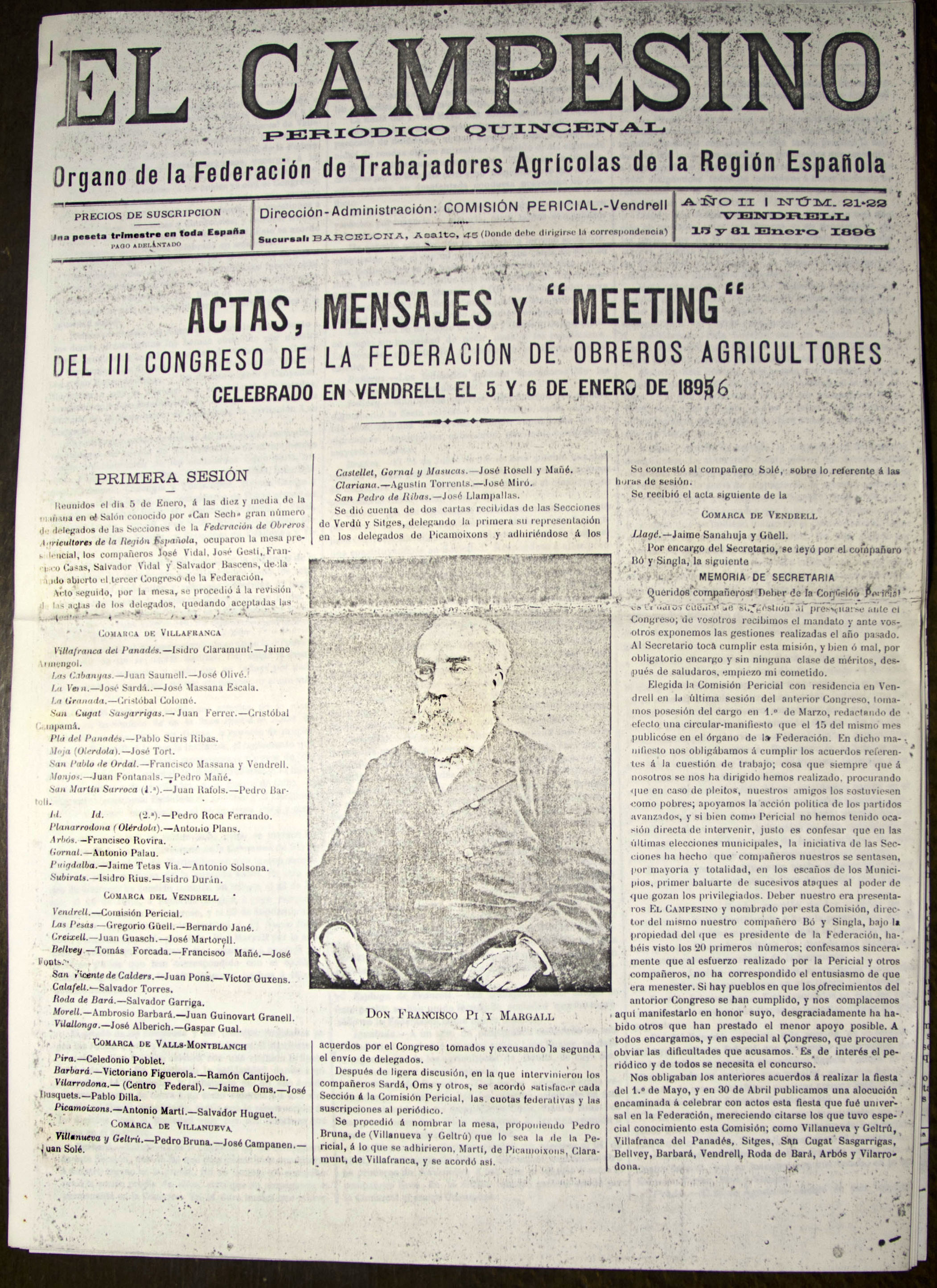
Capçalera d'"El Campesino", òrgan de la FOA que conté les actes del Congrés del Vendrell de 1895.
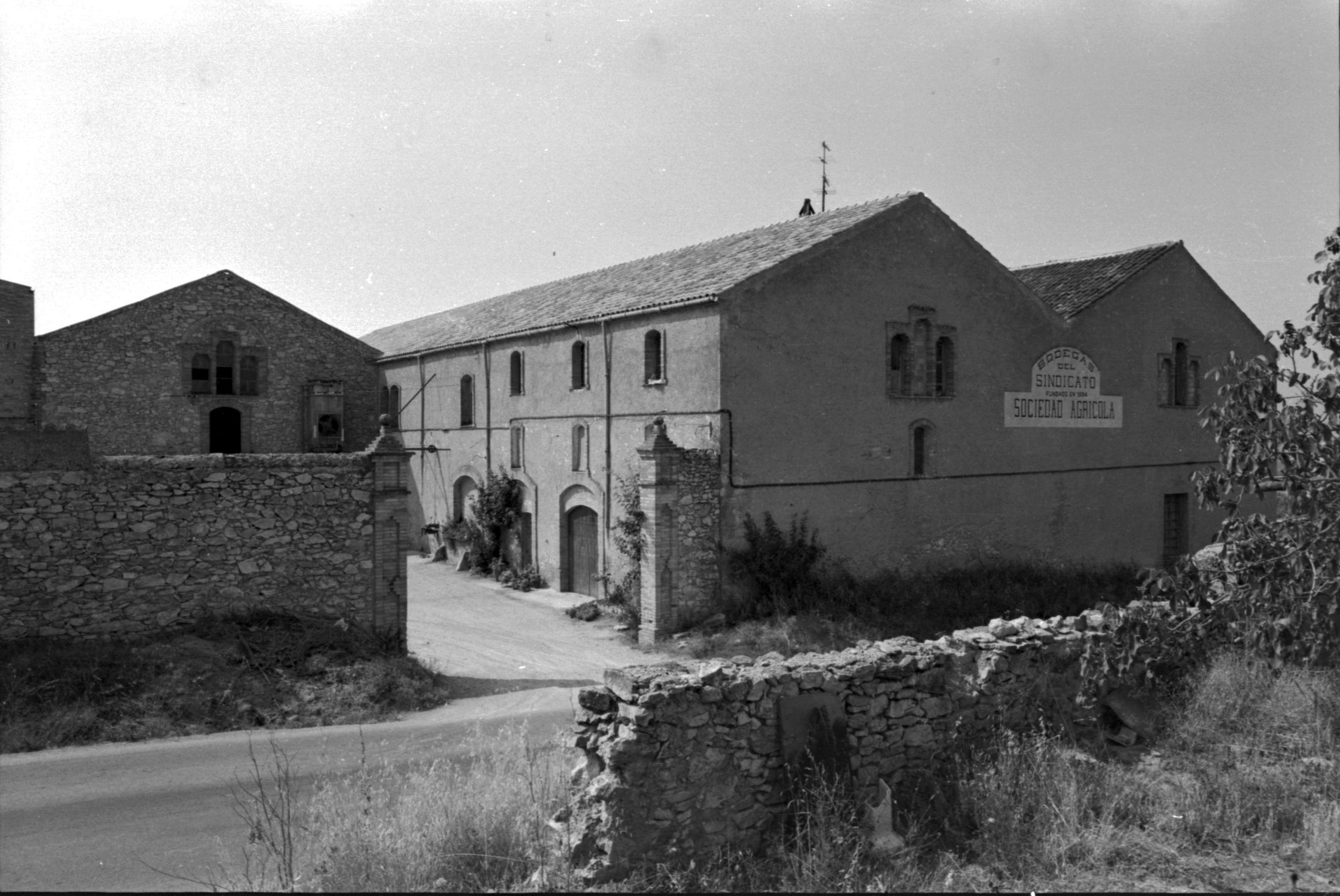
Barberà, celler de la Societat Agrícola, vers l'any 1984.
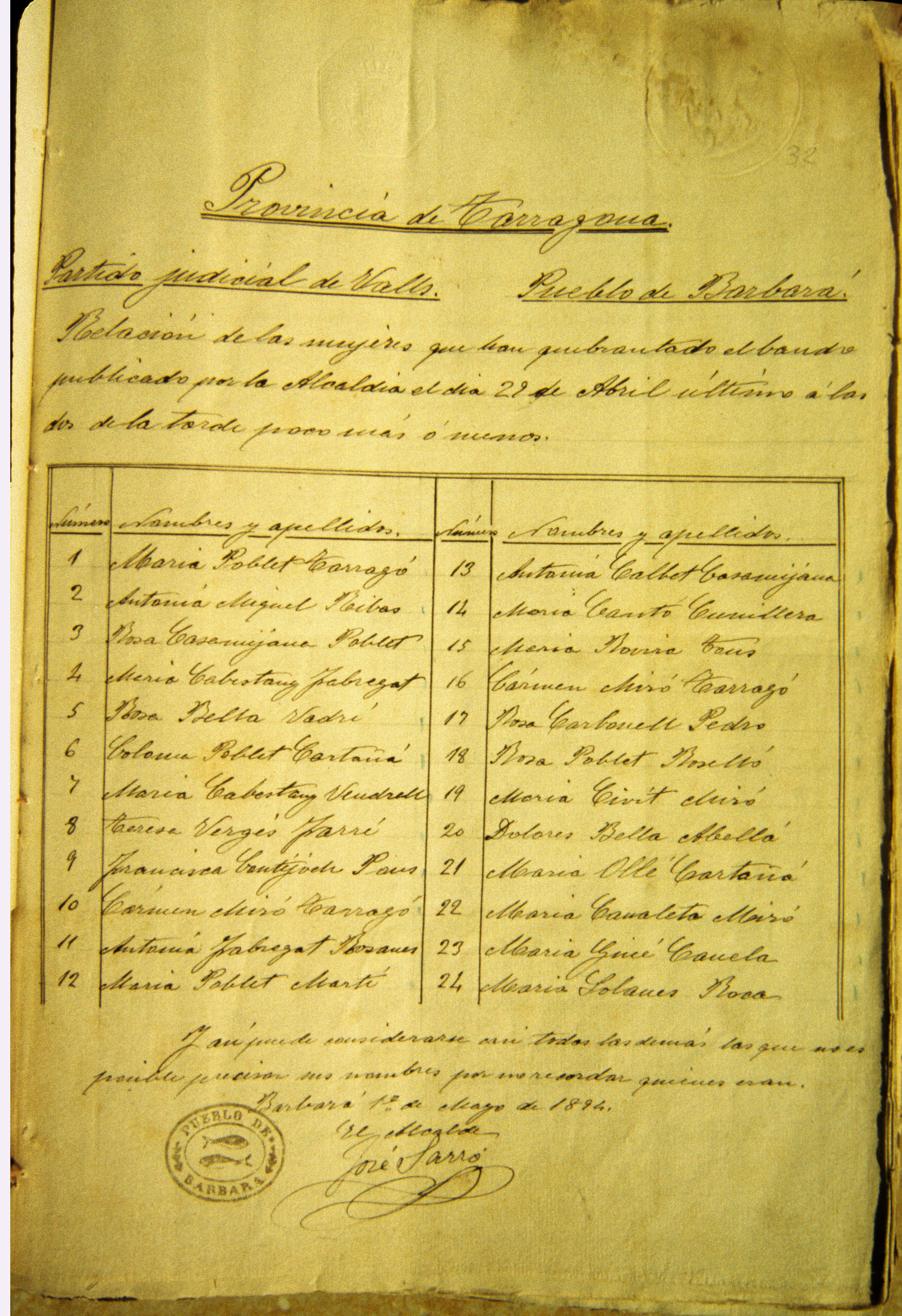
Societat Agrícola de Barberà. Full del Sumari del procés contra l'entitat, 1894.

### La lluita per la dignitat: manifestacions, vaga i victòria
Aquell ambient reivindicatiu va alertar el governador provincial de Tarragona que demanà informes a l'alcalde de Barberà sobre la situació dels jornalers. La resposta del batlle explicant la situació fou un memorial de greugessegons el qual només el Govern podia solucionar la manca de treball, si decidia construir la carretera que aleshores estava en projecte.
Poc després la Societat va prendre un acord col·lectiu, que havia de semblar una opció personal per tal de no comprometre l'entitat: es negarien a treballar al jornal per als propietaris al costat de jornalers no associats; i simultàniament, les seves dones engegarien una campanya de pressió psicològica contra aquells que encara no s'havien associat i contra els esquirols forasters, mitjançant esquellotades.
No pas per casualitat tot aquest mullader s'engegava en vigílies del Primer de Maig de l'any 1894, quan encara no feia dos mesos que l'associació existia com a tal (els estatuts foren aprovats el 27 de març). És probable, doncs, que obeïssin consignes de la "Unió de Rabassaires", la qual, malgrat la dissolució oficial de la FTRE, seguia actuant en el món pagès i volia celebrar lluitant la diada internacional dels treballadors
Durant aquella setmana els esdeveniments es produïren amb una dinàmica fulgurant: el dia 26 de març pujaren a Barberà a treballar al Molí de l'Amorós cinc jornalers de la Guàrdia dels Prats. Aquella mateixa nit dos directius i un soci de la Societat anaren a la Guàrdia per intentar convèncer els esquirols de deixar la feina de Barberà. No ho aconseguiren i el dia 28 van tornar a treballar a Barberà. La reacció de la Societat fou immediata i contundent: l'endemà, diumenge, dia 29 d'abril, al matí, les dones dels associats organitzaren una gran manifestació. El mateix matí, l'alcalde, contrariat i nerviós, telegrafià el governador explicant-li els fets; seguidament cridà la guàrdia civil i, a correcuita, publicà un ban prohibint qualsevol manifestació.
Al vespre, just quan acabava de marxar la benemèrita, tornava a sortir una manifestació, més nombrosa encara que la del matí. L'alcalde s'esverà i envià una carta urgent al tinent de la guàrdia civil de Valls explicant-li què havia passat quan encara no feia mitja hora que havia marxat la força pública: 
«... han recorrido las calles de esta localidad unas doscientas mujeres con una guitarra y panderetas, cantando canciones y dando el grito de viva la Unión, contestando en sentido tumultuario de "Viva", y detrás de esta comitiva de mujeres seguía otra de unos ciento cincuenta hombres, y como quiera que según voces públicas se asegura que al amanecer, a la hora de la salida de los labradores al campo, quieren recorrer las calles haciendo cencerradas, como ya han hecho antes del mediodía, es conveniente que a las tres de la madrugada, por lo menos, hubiera fuerza armada en esta...»
La guàrdia civil no va acudir el dia 30, com volia l'alcalde, i la manifestació encara fou més sonada. De resultes dels fets, el dia 1 de maig, l'alcalde denunciava 24 dones al jutge municipal, i el mateix dia, aquest instruïa les diligències i informava el jutge de Valls. A partir d'aquí s'obrí una causa contra els dirigents de la Societat i les vint-i-quatre dones de l'esquellotada.
	Al cap de dos mesos, 15 de juliol, el jutge de Valls absolia els inculpats. Considerava que els aldarulls havien estat pacífics i causats per les penúries que passava la gent del camp. En definitiva, la Societat havia guanyat.
	Havien guanyat el judici, tenien la moral alta, però, tanmateix faltava vèncer l'escull més difícil: la revisió dels contractes de conreu i els salaris. Els propietaris no solament s'hi oposaven sinó que, amb l'excusa de la fil·loxera, pretenien modificar-los en detriment dels parcers. Així doncs, la lluita de la Societat havia de continuar; s'havia guanyat una batalla però la guerra encara no.
La guerra la guanyarien un any i mig més tard, després de vèncer la segona batalla que fou una autèntica prova de foc. En arribar la tardor, a l'inici de l'any agrícola, els propietaris seguien entestats en no voler revisar els contractes de conreu. La decisió dels parcers de la Societat fou heroica: si no els volien millorar els tractes, es declararien en vaga; és a dir, deixarien de treballar la terra. Aquesta estranya situació, plena de dificultats, duraria quinze mesos. Foren molts els pagesos barberencs que van haver d'anar a treballar a les comarques veïnes per poder sobreviure.
L'episodi de la vaga acabà amb la victòria dels associats, malgrat haver suportat denúncies i ésser multats per incompliment dels contractes. Just acabada la vaga, va tenir lloc el III Congrés de la Unió de Rabassaires que se celebrà al Vendrell els dies 5, 6 i 7 de gener de 1896. Les actes recullen amb vehemència l'èxit dels barberencs:
	«Entusiasta es la conducta de los compañeros de esta Sección [Barberà], una de las que cuenta con más suscriptores a nuestro órgano en la prensa. No se limitan los compañeros a la acción propia de ellos, sino que su propaganda es permanente en la comarca. En la dura huelga que atravesaron no cejaron nunca, animándose en varias reuniones a las que asistieron los amigos Rius, Armengol y Fabregat.
La fiesta del 1º de mayo fue solemnizada cual requiere la mayor de los trabajadores: empezó en la vigilia con una pasacalle de dulzainas, al que siguió un baile público; infinidad de rondas dieron animación al pueblo el día siguiente en que se celebró numerosa reunión. Todo se verificó escoltados por la Guardia Civil y no haciendo caso del monterilla [l'alcalde] que con su desatenta conducta provocaba un conflicto. En las elecciones municipales obtuvieron los seis cargos vacantes por mayoría y minoría, otros tantos compañeros federados. Ha entrado esta Sección en verdadero terreno socialista: constituido con el capital personal de una carga de vino en una Cooperativa se ha hecho la elaboración de vino en común, para evitar perjuicios que antes se sufrían lográndose 2.000 cargas de vino blanco y 1.000 de fermentado; cuya elaboración se ha verificado en la justícia más extricta y la amistad más sincera. El fruto de esto es inmejorable. La Sección se ha unido con Pira y Cabra y tienen médico propio sin necesidad de pedir nada a los propietarios».

### L'hegemonia de la Societat Agrícola i el paper de Joan Esplugas
Fins aquí la petita història que va portar la Societat Agrícola de Barberà a l'èxit que, com s'ha vist en les actes del Congrés del Vendrell es feu extensiu al govern municipal. Un èxit que comportaria l'hegemonia política de la Societat Agrícola dins el poble de Barberà fins que, l'any 1939, fos clausurada pel règim feixista.
Cal dir que bona part del triomf de la Societat de Barberà fou degut a la circumstància extraordinària d'haver rebut tothora suport i ajuda d'un propietari progressista republicà, Joan Esplugas i Moncusí. Aquest senyor, durant la Febre d'Or havia regentat una important companyia mercantil d'exportació de vins i aiguardents, amb seu a Tarragona i sucursals a París, Londres i Liverpool. En les seves estades a l'estranger, Esplugas havia conegut i estudiat sobre el terreny com França es recuperava de la fil·loxera replantant la vinya amb peu americà. Aquests coneixements els va transmetre als pagesos de Barberà i de la comarca. D'altra banda, aprofità la seva influència com a diputat i senador per aconseguir que, entre 1898 i 1900 l'Estat pagués la construcció de la carretera de Barberà, una obra que, a més de ser necessària per al comerç del poble, salvà de la misèria els jornalers i petits propietaris barberencs que hi treballaren durant la vaga.

Imatges sobre la fundació de la Societat Agrícola de Barberà
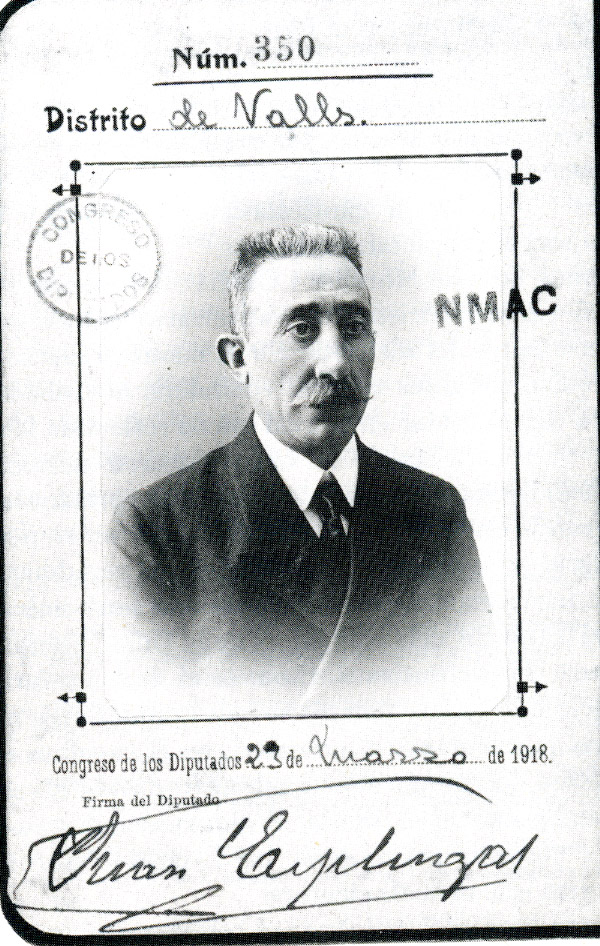
Joan Esplugas Moncusí, propietari i polític que feu costat a la Societat Agrícola de Barberà.
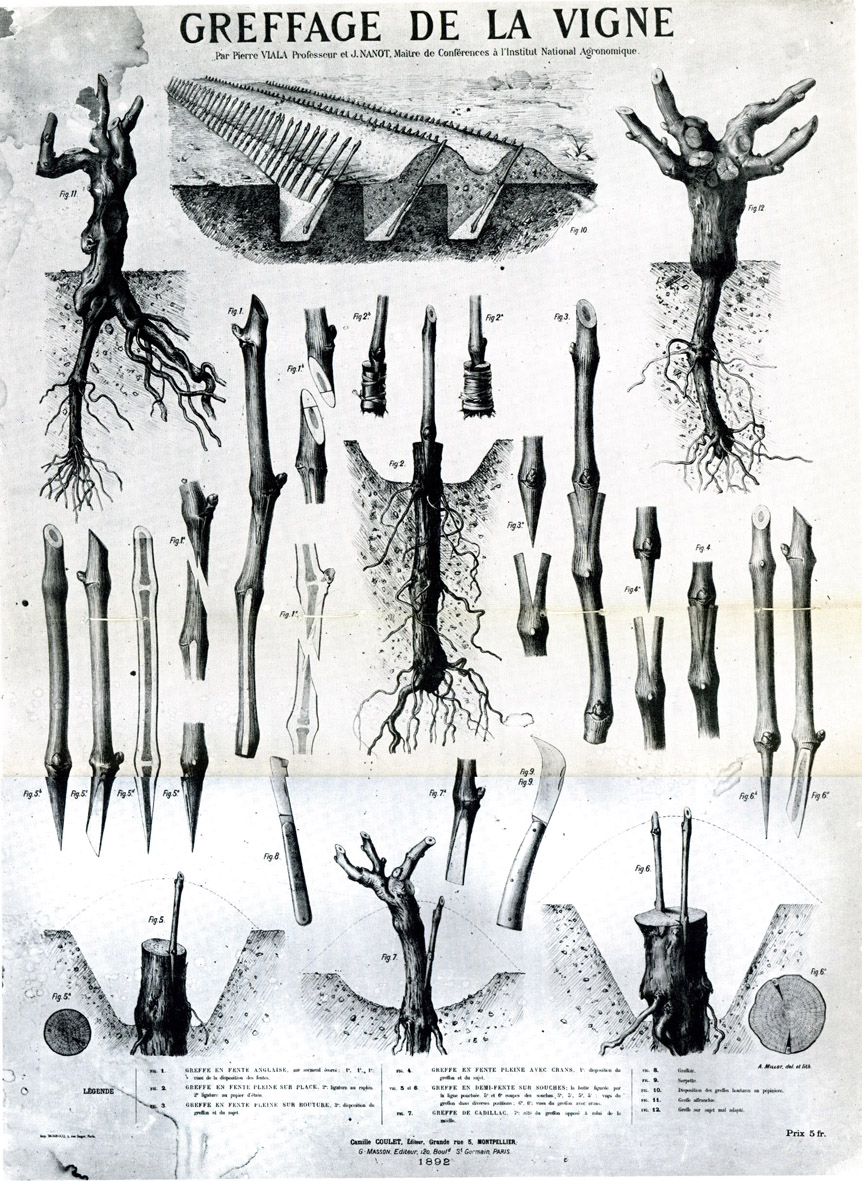
L'empelt de la vinya. Hule didàctic, portat de França, que Joan Esplugas tenia penjat al seu despatx.
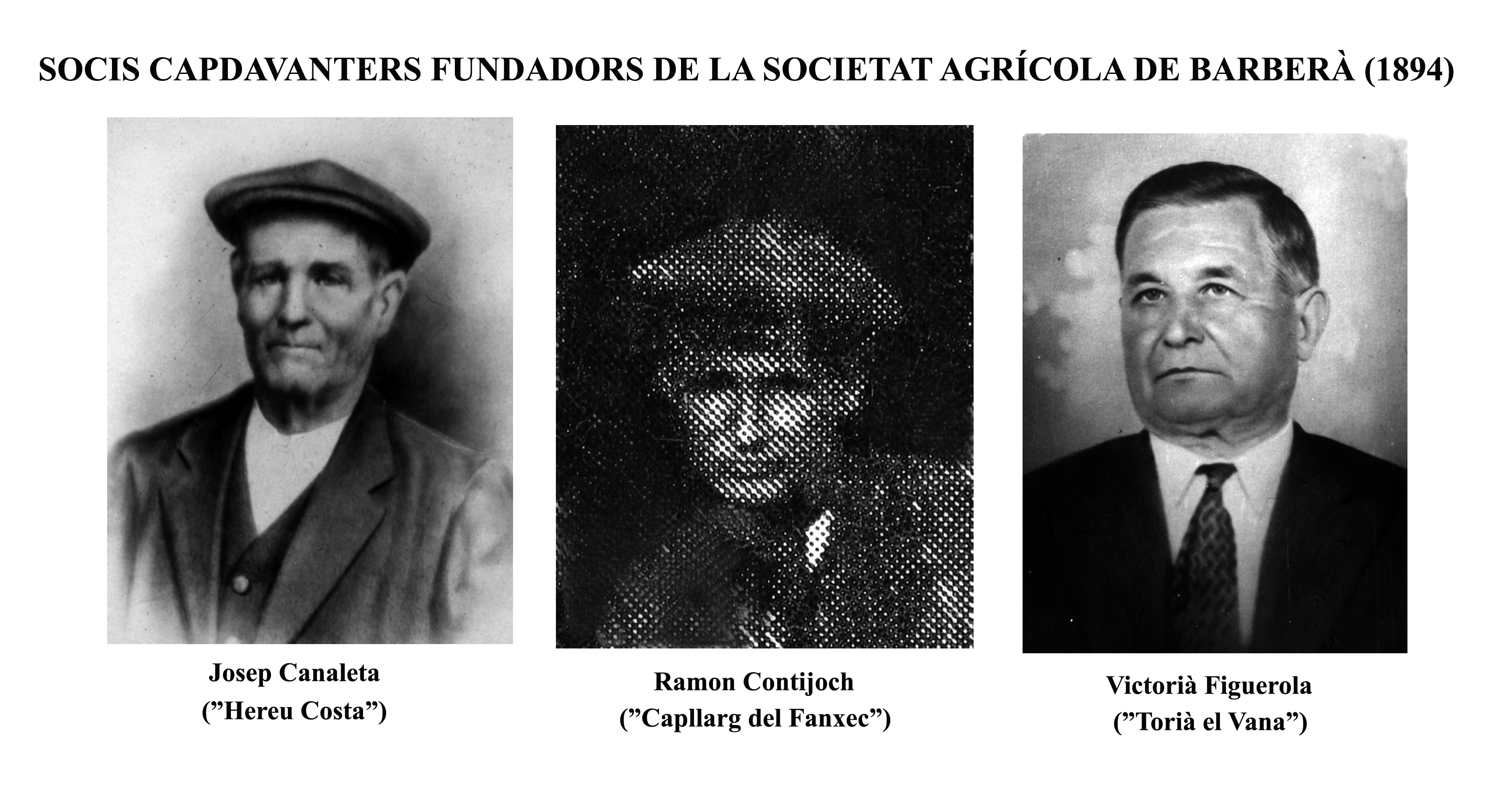
Els tres socis principals considerats fundadors de la Societat Agrícola de Barberà.
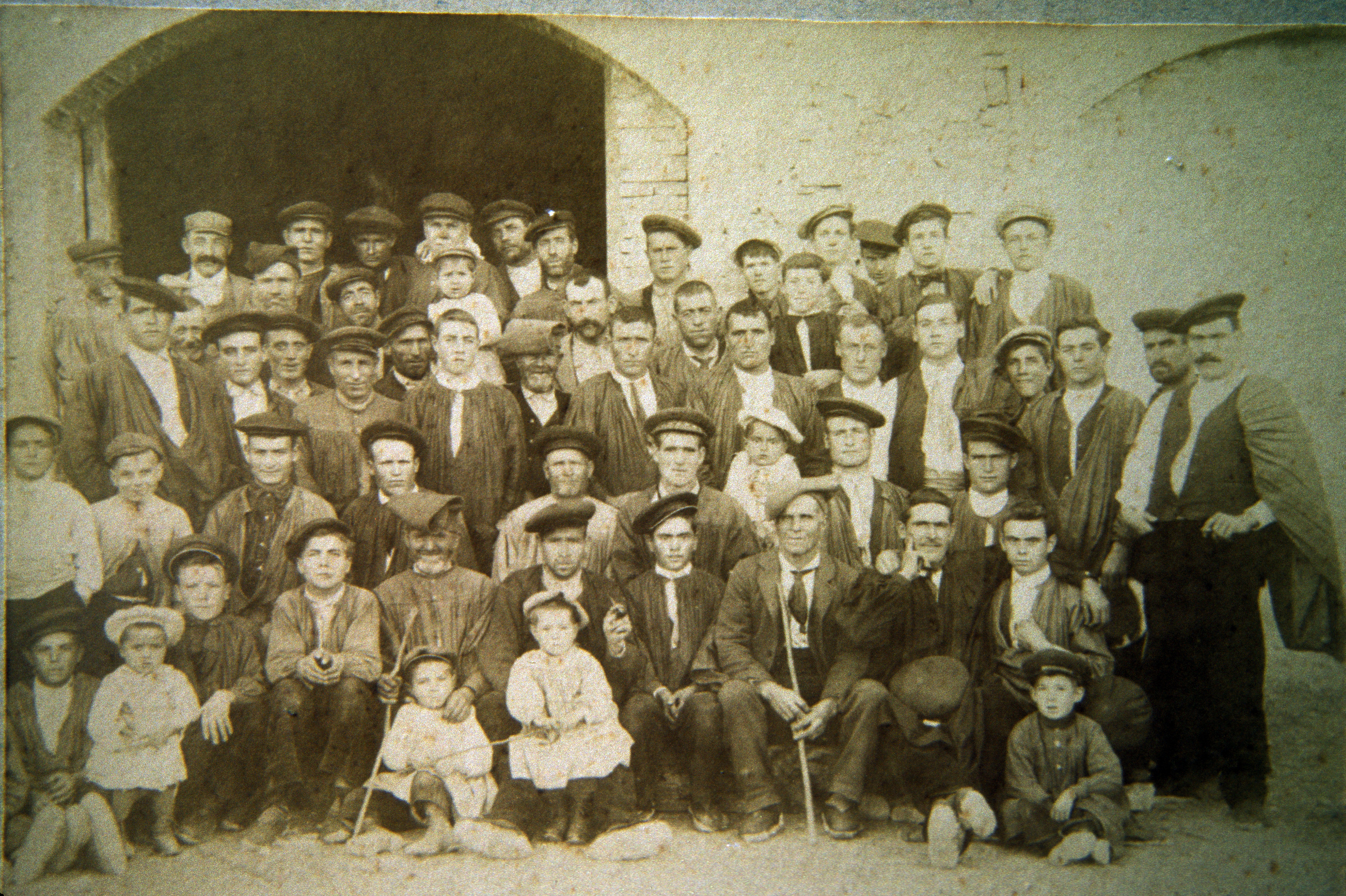
Barberà de la Conca. Grup de socis fundadors de la Societat Agrícola, inicis del segle xx.
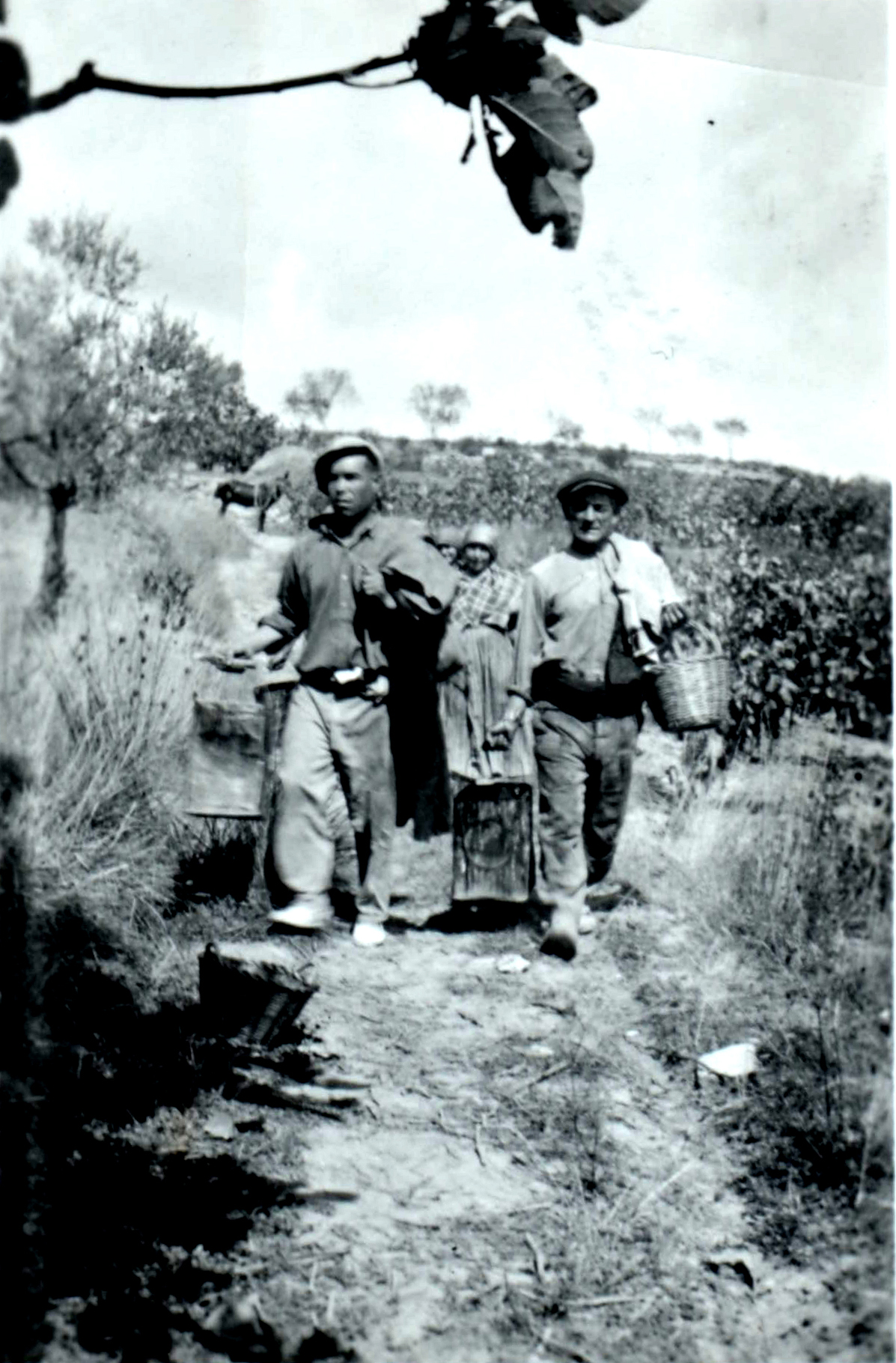
Barberà 1930, el vermar en una vinya de Barberà.

Entre 1896 i 1897, l'associació construí el local social, la «Casa», que inaugurà amb una gran festa el Primer de Maig de 1897 (des de 1894 aquesta diada havia esdevingut la "festa major" de la Societat). El 1898, gràcies a les gestions de Joan Esplugas, es començava la construcció de la carretera, que s'inauguraria el febrer de 1900. En aquesta ocasió l'ajuntament dedicà un homenatge a Joan Esplugas (a qui nomenà "Fill Predilecte" del poble), bo i col·locant una làpida commemorativa a la sala de plens de la Casa de la Vila. Finalment, entre 1899 i 1902, la Societat Agrícola dugué a terme la construcció del celler cooperatiu.
Des de la seva fundació, la Societat tingué metge propi que compartí amb Cabra i Pira. El 1910 creà una escola laica per als seus xiquets. El local social "la Casa» (així l'anomenaren popularment) esdevingué un centre social i cultural de primer ordre. La Societat havia triomfat plenament. Durant els quaranta anys i escaig de la seva existència, l'èxit i fama de l'entitat irradià per tota la comarca i més enllà.